# Perespa, Rojîșce
Perespa (în ucraineană Переспа) este localitatea de reședință a comunei Perespa din raionul Rojîșce, regiunea Volînia, Ucraina.

## Demografie
Componența lingvistică a localității Perespa
     Ucraineană (98,82%)
     Rusă (1,09%)
     Alte limbi (0,09%)
Conform recensământului din 2001, majoritatea populației localității Perespa era vorbitoare de ucraineană (98,82%), existând în minoritate și vorbitori de rusă (1,09%).